# Liste des monuments historiques des Côtes-d'Armor (A-O)
Cet article recense une partie des monuments historiques des Côtes-d'Armor, en France.
- Haut – A
- B
- C
- D
- E
- F
- G
- H
- I
- J
- K
- L
- M
- N
- O
- P
- Q
- R
- S
- T
- U
- V
- W
- X
- Y
- Z

## Liste
Pour des raisons de taille, la liste est découpée en deux. Cette partie regroupe les communes débutant de A à O. Pour les autres, voir la liste des monuments historiques des Côtes-d'Armor (P-Z).
| Monument                                                                                   | Commune                                               | Adresse                                                                 | Coordonnées                                     | Notice                                          | Protection                                                         | Date                                            | Illustration                                                                               |
| ------------------------------------------------------------------------------------------ | ----------------------------------------------------- | ----------------------------------------------------------------------- | ----------------------------------------------- | ----------------------------------------------- | ------------------------------------------------------------------ | ----------------------------------------------- | ------------------------------------------------------------------------------------------ |
| Croix de chemin du XVIIe siècle                                                            | Bégard                                                | Gare (route de la)                                                      | 48° 36′ 46″ nord, 3° 18′ 26″ ouest              | « PA00089019 »                                  | Inscription                                                        | 1925                                            | Croix de chemin du XVIIe siècle                                                            |
| Menhir de Kerguézennec                                                                     | Bégard                                                | Kerguézennec                                                            | 48° 37′ 57″ nord, 3° 16′ 41″ ouest              | « PA00089022 »                                  | Classement                                                         | 1889                                            | Menhir de Kerguézennec                                                                     |
| Église Saint-Méen de Lannevent                                                             | Bégard                                                |                                                                         | 48° 38′ 52″ nord, 3° 18′ 51″ ouest              | « PA00089021 »                                  | Inscription                                                        | 1964                                            | Église Saint-Méen de Lannevent                                                             |
| Église Sainte-Geneviève de Guénézan                                                        | Bégard                                                |                                                                         | 48° 37′ 05″ nord, 3° 17′ 08″ ouest              | « PA00089020 »                                  | Inscription                                                        | 1964                                            | Église Sainte-Geneviève de Guénézan                                                        |
| Chapelle de Botlézan                                                                       | Bégard                                                |                                                                         | 48° 37′ 19″ nord, 3° 19′ 32″ ouest              | « PA00089018 »                                  | Inscription Classement                                             | 1964 1981                                       | Chapelle de Botlézan                                                                       |
| Manoir de Coatgouray                                                                       | Bégard                                                |                                                                         | 48° 39′ 05″ nord, 3° 14′ 50″ ouest              | « PA22000059 »                                  | Inscrit                                                            | 2019                                            | Image manquante Téléverser                                                                 |
| Chapelle de Locmaria                                                                       | Belle-Isle-en-Terre                                   |                                                                         | 48° 33′ 19″ nord, 3° 23′ 48″ ouest              | « PA00089023 »                                  | Classement                                                         | 1928                                            | Chapelle de Locmaria                                                                       |
| Chapelle Notre-Dame-de-Comfort                                                             | Berhet                                                |                                                                         | 48° 41′ 42″ nord, 3° 19′ 02″ ouest              | « PA00089024 »                                  | Classement                                                         | 1922                                            | Chapelle Notre-Dame-de-Comfort                                                             |
| Maison                                                                                     | Binic-Étables-sur-Mer                                 | 29 rue des Falaises                                                     | 48° 36′ 06″ nord, 2° 49′ 25″ ouest              | « PA22000068 »                                  | Inscrit                                                            | 2023                                            | Image manquante Téléverser                                                                 |
| Croix des Botmiliau                                                                        | Boqueho                                               | Rue de la Croix Rue de la Forge                                         | 48° 29′ 12″ nord, 2° 57′ 44″ ouest              | « PA00089026 »                                  | Inscription                                                        | 1926                                            | Image manquante Téléverser                                                                 |
| Croix Saint-Yves                                                                           | Boqueho                                               | Kermedrey                                                               | 48° 29′ 08″ nord, 2° 58′ 39″ ouest              | « PA00089027 »                                  | Inscription                                                        | 1927                                            | Croix Saint-Yves                                                                           |
| Deux menhirs de Kergoff                                                                    | Boqueho                                               |                                                                         | 48° 27′ 06″ nord, 2° 58′ 57″ ouest              | « PA00089028 »                                  | Classement                                                         | 1966                                            | Deux menhirs de Kergoff                                                                    |
| Chapelle Notre-Dame-de-Pitié                                                               | Boqueho                                               |                                                                         | 48° 28′ 33″ nord, 2° 59′ 02″ ouest              | « PA00089025 »                                  | Classement                                                         | 1946                                            | Chapelle Notre-Dame-de-Pitié                                                               |
| Croix de chemin de Darnouët                                                                | Bourbriac                                             | Danouët                                                                 | 48° 27′ 48″ nord, 3° 11′ 08″ ouest              | « PA00089032 »                                  | Inscription                                                        | 1964                                            | Croix de chemin de Darnouët                                                                |
| Manoir du Lézard                                                                           | Bourbriac                                             |                                                                         | 48° 28′ 52″ nord, 3° 09′ 06″ ouest              | « PA00089036 »                                  | Inscription                                                        | 1926                                            | Manoir du Lézard                                                                           |
| Église Saint-Briac                                                                         | Bourbriac                                             |                                                                         | 48° 28′ 26″ nord, 3° 11′ 14″ ouest              | « PA00089035 »                                  | Classement                                                         | 1907                                            | Église Saint-Briac                                                                         |
| Dolmen de Kerivole                                                                         | Bourbriac                                             |                                                                         | 48° 25′ 55″ nord, 3° 13′ 55″ ouest              | « PA00089034 »                                  | Classement                                                         | 1914                                            | Image manquante Téléverser                                                                 |
| Dolmen sous tumulus de Danouédou (ou de Tanouëdou)                                         | Bourbriac                                             | Tanouédou                                                               | 48° 27′ 28″ nord, 3° 09′ 00″ ouest              | « PA00089033 »                                  | Classement                                                         | 1889                                            | Image manquante Téléverser                                                                 |
| Croix de calvaire de Saint-Houarneau                                                       | Bourbriac                                             |                                                                         | 48° 26′ 59″ nord, 3° 13′ 42″ ouest              | « PA00089031 »                                  | Inscription                                                        | 1964                                            | Croix de calvaire de Saint-Houarneau                                                       |
| Chapelle de Saint-Houarneau                                                                | Bourbriac                                             |                                                                         | 48° 26′ 58″ nord, 3° 13′ 42″ ouest              | « PA00089030 »                                  | Inscription                                                        | 1964                                            | Chapelle de Saint-Houarneau                                                                |
| Chapelle Notre-Dame du Danouët                                                             | Bourbriac                                             |                                                                         | 48° 27′ 48″ nord, 3° 11′ 09″ ouest              | « PA00089029 »                                  | Inscription                                                        | 1964                                            | Chapelle Notre-Dame du Danouët                                                             |
| Église Saint-Nicodème                                                                      | Bourseul                                              |                                                                         | 48° 29′ 14″ nord, 2° 15′ 30″ ouest              | « PA00089039 »                                  | Inscription                                                        | 1964                                            | Église Saint-Nicodème                                                                      |
| Croix de cimetière                                                                         | Bourseul                                              |                                                                         | 48° 29′ 14″ nord, 2° 15′ 30″ ouest              | « PA00089038 »                                  | Inscription                                                        | 1926                                            | Croix de cimetière                                                                         |
| Château de Beaubois                                                                        | Bourseul                                              |                                                                         | 48° 25′ 46″ nord, 2° 16′ 33″ ouest              | « PA00089037 »                                  | Inscription                                                        | 1926                                            | Château de Beaubois                                                                        |
| Église Notre-Dame                                                                          | Bringolo                                              |                                                                         | 48° 34′ 36″ nord, 3° 00′ 10″ ouest              | « PA00089042 »                                  | Inscription                                                        | 1927                                            | Église Notre-Dame                                                                          |
| Château de la Grand'Ville                                                                  | Bringolo                                              |                                                                         | 48° 35′ 04″ nord, 2° 59′ 28″ ouest              | « PA00089041 »                                  | Inscription                                                        | 1987 2012                                       | Château de la Grand'Ville                                                                  |
| Fontaines dites du Coq, de la Vierge et des Sept Saints de Bretagne                        | Bulat-Pestivien                                       | RD50                                                                    | 48° 25′ 42″ nord, 3° 20′ 02″ ouest              | « PA00089045 »                                  | Classement                                                         | 1913                                            | Fontaines dites du Coq, de la Vierge et des Sept Saints de Bretagne                        |
| Église Notre-Dame de Bulat                                                                 | Bulat-Pestivien                                       |                                                                         | 48° 25′ 45″ nord, 3° 19′ 52″ ouest              | « PA00089044 »                                  | Classement                                                         | 1907                                            | Église Notre-Dame de Bulat                                                                 |
| Chapelle Saint-Blaise                                                                      | Bulat-Pestivien                                       |                                                                         | 48° 25′ 43″ nord, 3° 19′ 59″ ouest              | « PA00089043 »                                  | Inscription Classement                                             | 1964 1911                                       | Chapelle Saint-Blaise                                                                      |
| Fontaine Saint-Maur                                                                        | Calanhel                                              |                                                                         | 48° 27′ 16″ nord, 3° 28′ 56″ ouest              | « PA00089046 »                                  | Classement                                                         | 1927                                            | Fontaine Saint-Maur                                                                        |
| Restes de l'église Notre-Dame de Botmel                                                    | Callac                                                |                                                                         | 48° 24′ 42″ nord, 3° 25′ 36″ ouest              | « PA00089047 »                                  | Inscription                                                        | 1927                                            | Restes de l'église Notre-Dame de Botmel                                                    |
| Manoir de la Ferronnays                                                                    | Calorguen                                             |                                                                         | 48° 23′ 53″ nord, 2° 00′ 51″ ouest              | « PA00089048 »                                  | Inscription                                                        | 1926                                            | Image manquante Téléverser                                                                 |
| Menhir de Goresto                                                                          | Canihuel                                              |                                                                         | 48° 21′ 29″ nord, 3° 03′ 52″ ouest              | « PA00089053 »                                  | Inscription                                                        | 1969                                            | Menhir de Goresto                                                                          |
| Menhir de Bodquelen                                                                        | Canihuel                                              |                                                                         | 48° 21′ 37″ nord, 3° 03′ 14″ ouest              | « PA00089052 »                                  | Inscription                                                        | 1969                                            | Menhir de Bodquelen                                                                        |
| Manoir de la Ville Blanche                                                                 | Canihuel                                              |                                                                         | 48° 19′ 14″ nord, 3° 05′ 24″ ouest              | « PA00089051 »                                  | Inscription                                                        | 1987                                            | Image manquante Téléverser                                                                 |
| Église Notre-Dame                                                                          | Canihuel                                              |                                                                         | 48° 20′ 20″ nord, 3° 06′ 24″ ouest              | « PA00089050 »                                  | Classement                                                         | 1990                                            | Église Notre-Dame                                                                          |
| Ruines de l'ancienne chapelle de la Trinité                                                | Canihuel                                              |                                                                         | 48° 21′ 54″ nord, 3° 02′ 34″ ouest              | « PA00089049 »                                  | Inscription                                                        | 1972                                            | Ruines de l'ancienne chapelle de la Trinité                                                |
| Manoir de Locmaria                                                                         | Carnoët                                               |                                                                         | 48° 19′ 57″ nord, 3° 30′ 42″ ouest              | « PA22000060 »                                  | Inscrit                                                            | 2019                                            | Manoir de Locmaria                                                                         |
| Motte castrale de Rospellem                                                                | Carnoët                                               |                                                                         | 48° 23′ 27″ nord, 3° 36′ 08″ ouest              | « PA00135353 »                                  | Inscription                                                        | 1995                                            | Motte castrale de Rospellem                                                                |
| Trois tumulus de Trélan                                                                    | Carnoët                                               |                                                                         | 48° 19′ 29″ nord, 3° 33′ 08″ ouest              | « PA00089056 »                                  | Inscription                                                        | 1971                                            | Image manquante Téléverser                                                                 |
| Chapelle Notre-Dame et moulin du Pénity                                                    | Carnoët                                               |                                                                         | 48° 21′ 48″ nord, 3° 28′ 41″ ouest              | « PA00089055 »                                  | Inscription                                                        | 1927                                            | Chapelle Notre-Dame et moulin du Pénity                                                    |
| Chapelle Saint-Gildas                                                                      | Carnoët                                               |                                                                         | 48° 22′ 19″ nord, 3° 32′ 16″ ouest              | « PA00089054 »                                  | Classement                                                         | 1972                                            | Chapelle Saint-Gildas                                                                      |
| Manoir du Verger                                                                           | Caulnes                                               |                                                                         | 48° 17′ 30″ nord, 2° 09′ 29″ ouest              | « PA00089058 »                                  | Inscription                                                        | 1980                                            | Image manquante Téléverser                                                                 |
| Église Saint-Pierre                                                                        | Caulnes                                               |                                                                         | 48° 17′ 18″ nord, 2° 09′ 14″ ouest              | « PA00089057 »                                  | Inscription                                                        | 1925                                            | Église Saint-Pierre                                                                        |
| Allée couverte de Corn-er-Houët                                                            | Caurel                                                | proche de l'allée couverte de Coët Correc à Mûr-de-Bretagne             | 48° 13′ 35″ nord, 3° 00′ 29″ ouest              | « PA22000001 »                                  | Classement                                                         | 1998                                            | Allée couverte de Corn-er-Houët                                                            |
| Deux menhirs                                                                               | Caurel                                                |                                                                         | 48° 13′ 21″ nord, 3° 00′ 32″ ouest              | « PA00089059 »                                  | Classement                                                         | 1952                                            | Image manquante Téléverser                                                                 |
| Église Saint-Chéron                                                                        | Cavan                                                 |                                                                         | 48° 40′ 21″ nord, 3° 20′ 44″ ouest              | « PA00089060 »                                  | Inscription                                                        | 1926                                            | Église Saint-Chéron                                                                        |
| Église Notre-Dame-du-Tertre                                                                | Châtelaudren                                          |                                                                         | 48° 32′ 28″ nord, 2° 58′ 23″ ouest              | « PA00089061 »                                  | Classement                                                         | 1907                                            | Église Notre-Dame-du-Tertre                                                                |
| Ruines du château de La Chèze                                                              | La Chèze                                              |                                                                         | 48° 07′ 59″ nord, 2° 39′ 35″ ouest              | « PA22000022 »                                  | Inscription                                                        | 2005                                            | Ruines du château de La Chèze                                                              |
| Église Saint-Pierre                                                                        | Coatréven                                             |                                                                         | 48° 46′ 07″ nord, 3° 20′ 36″ ouest              | « PA00089062 »                                  | Inscription (clocher et porche) Inscription (église et son enclos) | 1926 2016                                       | Église Saint-Pierre                                                                        |
| Domaine de Beaumanoir                                                                      | Cohiniac (également sur la commune du Leslay)         |                                                                         | 48° 26′ 01″ nord, 2° 57′ 45″ ouest              | « PA00089761 »                                  | Inscription                                                        | 1990                                            | Image manquante Téléverser                                                                 |
| Maison à porte à fronton                                                                   | Collinée                                              | Moncontour (rue) ; Grand'Place ( )                                      | 48° 18′ 01″ nord, 2° 31′ 09″ ouest              | « PA00089063 »                                  | Inscription                                                        | 1964                                            | Maison à porte à fronton                                                                   |
| Maison face à l'église Saint-Sauveur                                                       | Corlay                                                | place de l'Église                                                       | 48° 19′ 04″ nord, 3° 03′ 31″ ouest              | « PA00089066 »                                  | Inscription                                                        | 1965                                            | Maison face à l'église Saint-Sauveur                                                       |
| Église Saint-Sauveur                                                                       | Corlay                                                |                                                                         | 48° 19′ 05″ nord, 3° 03′ 29″ ouest              | « PA00089065 »                                  | Inscription                                                        | 1925                                            | Église Saint-Sauveur                                                                       |
| Château de Corlay                                                                          | Corlay                                                |                                                                         | 48° 19′ 06″ nord, 3° 03′ 38″ ouest              | « PA00089064 »                                  | Inscription                                                        | 1926                                            | Château de Corlay                                                                          |
| Site gallo-romain de Monterfil                                                             | Corseul                                               |                                                                         | 48° 28′ 53″ nord, 2° 09′ 59″ ouest              | « PA00135251 »                                  | Inscription                                                        | 1995                                            | Site gallo-romain de Monterfil                                                             |
| Vestiges archéologiques gallo-romains du Clos-Mulon                                        | Corseul                                               | Rue César Mulon                                                         | 48° 28′ 58″ nord, 2° 10′ 11″ ouest              | « PA00089757 »                                  | Classement                                                         | 1990                                            | Vestiges archéologiques gallo-romains du Clos-Mulon                                        |
| Site gallo-romain du Haut-Bécherel - Temple de Mars                                        | Corseul                                               |                                                                         | 48° 28′ 18″ nord, 2° 08′ 47″ ouest              | « PA00089068 »                                  | Classement                                                         | 1840                                            | Site gallo-romain du Haut-Bécherel - Temple de Mars                                        |
| Restes du château de Montalifant                                                           | Corseul                                               |                                                                         | 48° 29′ 08″ nord, 2° 11′ 25″ ouest              | « PA00089067 »                                  | Inscription                                                        | 1926                                            | Restes du château de Montalifant                                                           |
| Château de la Touche-à-la-Vache                                                            | Créhen                                                |                                                                         | 48° 31′ 17″ nord, 2° 11′ 47″ ouest              | « PA00089070 »                                  | Inscription                                                        | 1926                                            | Château de la Touche-à-la-Vache                                                            |
| Château du Guildo                                                                          | Créhen                                                |                                                                         | 48° 37′ 48″ nord, 2° 15′ 24″ ouest              | « PA00089069 »                                  | Inscription                                                        | 1951                                            | Château du Guildo                                                                          |
|                                                                                            | Dinan                                                 | Voir Liste des monuments historiques de Dinan                           | Voir Liste des monuments historiques de Dinan   | Voir Liste des monuments historiques de Dinan   | Voir Liste des monuments historiques de Dinan                      | Voir Liste des monuments historiques de Dinan   | Voir Liste des monuments historiques de Dinan                                              |
| Prieuré de Landugen                                                                        | Duault                                                |                                                                         | 48° 21′ 43″ nord, 3° 26′ 03″ ouest              | « PA00089142 »                                  | Inscription                                                        | 1926                                            | Prieuré de Landugen                                                                        |
| Château de Rosvilliou                                                                      | Duault                                                |                                                                         | 48° 21′ 43″ nord, 3° 26′ 03″ ouest              | « PA00089141 »                                  | Inscription                                                        | 1927                                            | Château de Rosvilliou                                                                      |
| Dolmen de la Ville-Hamon                                                                   | Erquy                                                 |                                                                         | 48° 37′ 53″ nord, 2° 26′ 42″ ouest              | « PA00089144 »                                  | Inscription                                                        | 1980                                            | Dolmen de la Ville-Hamon                                                                   |
| Château de Bienassis                                                                       | Erquy Également sur Pléneuf-Val-André et Saint-Alban. |                                                                         | 48° 35′ 17″ nord, 2° 29′ 14″ ouest              | « PA00089143 »                                  | Classement                                                         | 2013                                            | Château de Bienassis                                                                       |
| Viaduc de Caroual (dit aussi viaduc de Cavé)                                               | Erquy                                                 | Caroual                                                                 | 48° 37′ 12″ nord, 2° 28′ 14″ ouest              | « PA22000038 »                                  | Inscription                                                        | 2014                                            | Viaduc de Caroual (dit aussi viaduc de Cavé)                                               |
| Croix de calvaire                                                                          | Étables-sur-Mer                                       | Louais (rue)                                                            | 48° 38′ 34″ nord, 2° 50′ 30″ ouest              | « PA00089145 »                                  | Classement                                                         | 1918                                            | Croix de calvaire                                                                          |
| Villa Le Caruhel                                                                           | Étables-sur-Mer                                       |                                                                         | 48° 38′ 26″ nord, 2° 49′ 37″ ouest              | « PA00089146 »                                  | Inscription                                                        | 2009                                            | Villa Le Caruhel                                                                           |
| Croix Macquerel                                                                            | Évran                                                 | Mottay (avenue de la)                                                   | 48° 23′ 32″ nord, 1° 58′ 31″ ouest              | « PA00089148 »                                  | Inscription                                                        | 1964                                            | Croix Macquerel                                                                            |
| Château de Beaumanoir                                                                      | Évran                                                 |                                                                         | 48° 23′ 00″ nord, 1° 58′ 47″ ouest              | « PA00089147 »                                  | Inscription Classement                                             | 1925 1965                                       | Château de Beaumanoir                                                                      |
| Chapelle Notre-Dame de Kergrist et croix                                                   | Le Faouët                                             |                                                                         | 48° 40′ 41″ nord, 3° 05′ 02″ ouest              | « PA00089149 »                                  | Inscription                                                        | 1928                                            | Chapelle Notre-Dame de Kergrist et croix                                                   |
| Église paroissiale Notre-Dame                                                              | La Ferrière                                           |                                                                         | 48° 08′ 33″ nord, 2° 36′ 19″ ouest              | « PA22000024 »                                  | Inscription                                                        | 2007                                            | Église paroissiale Notre-Dame                                                              |
| Croix du XVe siècle                                                                        | La Ferrière                                           |                                                                         | 48° 08′ 32″ nord, 2° 36′ 21″ ouest              | « PA00089150 »                                  | Inscription                                                        | 1925                                            | Croix du XVe siècle                                                                        |
| Château de Robien                                                                          | Le Fœil                                               | Saint-Nicolas-du-Pélem (route de)                                       | 48° 23′ 13″ nord, 2° 55′ 36″ ouest              | « PA00089152 »                                  | Inscription                                                        | 1946                                            | Château de Robien                                                                          |
| Manoir de la Noë-Sèche                                                                     | Le Fœil                                               |                                                                         | 48° 25′ 02″ nord, 2° 54′ 45″ ouest              | « PA00089154 »                                  | Classement                                                         | 1936                                            | Manoir de la Noë-Sèche                                                                     |
| Manoir du Guermain                                                                         | Le Fœil                                               |                                                                         | 48° 24′ 48″ nord, 2° 55′ 48″ ouest              | « PA00089153 »                                  | Inscription                                                        | 1964                                            | Manoir du Guermain                                                                         |
| Vestiges de l'ancien château de Crénan                                                     | Le Fœil                                               |                                                                         | 48° 25′ 15″ nord, 2° 53′ 30″ ouest              | « PA00089151 »                                  | Classement                                                         | 1969                                            | Image manquante Téléverser                                                                 |
| Villa Collignon (ou « le Roc Fleuri »)                                                     | Fréhel                                                | 9 allée des Genêts-d'Or                                                 | 48° 38′ 21″ nord, 2° 23′ 49″ ouest              | « PA00135253 »                                  | Inscription                                                        | 1995                                            | Villa Collignon (ou « le Roc Fleuri »)                                                     |
| Manoir de la Ville-Roger                                                                   | Fréhel                                                | Lieu-dit de la Ville-Roger                                              | 48° 38′ 09″ nord, 2° 21′ 18″ ouest              | « PA22000025 »                                  | Inscription                                                        | 2007                                            | Image manquante Téléverser                                                                 |
| Chapelle Saint-Sébastien de Pléhérel                                                       | Fréhel                                                |                                                                         | 48° 36′ 25″ nord, 2° 21′ 44″ ouest              | « PA00089156 »                                  | Inscription                                                        | 1928                                            | Chapelle Saint-Sébastien de Pléhérel                                                       |
| Chapelle Saint-Nicolas                                                                     | Gausson                                               |                                                                         | 48° 17′ 18″ nord, 2° 45′ 45″ ouest              | « PA00089158 »                                  | Inscription                                                        | 1926                                            | Chapelle Saint-Nicolas                                                                     |
| Tumulus de Goachauter                                                                      | Glomel                                                | Goazauter                                                               | 48° 12′ 28″ nord, 3° 25′ 53″ ouest              | « PA00089165 »                                  | Inscription                                                        | 1970                                            | Image manquante Téléverser                                                                 |
| Menhir de Glomel                                                                           | Glomel                                                |                                                                         | 48° 13′ 23″ nord, 3° 23′ 10″ ouest              | « PA00089164 »                                  | Classement                                                         | 1975                                            | Menhir de Glomel                                                                           |
| Menhir                                                                                     | Glomel                                                |                                                                         | à géolocaliser                                  | « PA00089163 »                                  | Inscription                                                        | 1954                                            | Image manquante Téléverser                                                                 |
| Menhir de Coat Couraval                                                                    | Glomel                                                |                                                                         | 48° 12′ 13″ nord, 3° 21′ 22″ ouest              | « PA00089162 »                                  | Inscription                                                        | 1970                                            | Menhir de Coat Couraval                                                                    |
| Ferme de Kerblouz                                                                          | Glomel                                                |                                                                         | 48° 12′ 16″ nord, 3° 21′ 53″ ouest              | « PA00089161 »                                  | Inscription                                                        | 1987                                            | Image manquante Téléverser                                                                 |
| Église Saint-Germain-l'Auxerrois                                                           | Glomel                                                |                                                                         | 48° 13′ 21″ nord, 3° 23′ 51″ ouest              | « PA00089160 »                                  | Inscription                                                        | 19 septembre 2018                               | Église Saint-Germain-l'Auxerrois                                                           |
| Château de Coat-Couraval                                                                   | Glomel                                                |                                                                         | 48° 12′ 16″ nord, 3° 21′ 21″ ouest              | « PA00089159 »                                  | Inscription Classement Inscription                                 | 1964 1981 2020                                  | Château de Coat-Couraval                                                                   |
| Chapelle Notre-Dame de Douarnec                                                            | Gommenec'h                                            |                                                                         | 48° 38′ 21″ nord, 3° 02′ 57″ ouest              | « PA00089166 »                                  | Inscription                                                        | 1950                                            | Chapelle Notre-Dame de Douarnec                                                            |
| Ancien rendez-vous de chasse des ducs de Rohan                                             | Gouarec                                               |                                                                         | 48° 13′ 36″ nord, 3° 10′ 46″ ouest              | « PA00089168 »                                  | Inscription                                                        | 1925                                            | Ancien rendez-vous de chasse des ducs de Rohan                                             |
| Chapelle Saint-Gilles                                                                      | Gouarec                                               |                                                                         | 48° 13′ 52″ nord, 3° 11′ 11″ ouest              | « PA00089167 »                                  | Inscription                                                        | 1926                                            | Chapelle Saint-Gilles                                                                      |
| Chapelle Notre-Dame de l'Isle                                                              | Goudelin                                              |                                                                         | 48° 36′ 33″ nord, 3° 01′ 11″ ouest              | « PA00089169 »                                  | Classement                                                         | 1913                                            | Chapelle Notre-Dame de l'Isle                                                              |
| Château de la Motte-Basse                                                                  | Le Gouray                                             |                                                                         | 48° 19′ 15″ nord, 2° 28′ 37″ ouest              | « PA00089170 »                                  | Inscription                                                        | 1975                                            | Image manquante Téléverser                                                                 |
| Manoir de Kérurien                                                                         | Grâces                                                |                                                                         | 48° 32′ 48″ nord, 3° 12′ 20″ ouest              | « PA00089174 »                                  | Inscription                                                        | 1964                                            | Image manquante Téléverser                                                                 |
| Église Notre-Dame                                                                          | Grâces                                                |                                                                         | 48° 33′ 28″ nord, 3° 11′ 10″ ouest              | « PA00089173 »                                  | Classement                                                         | 1907                                            | Église Notre-Dame                                                                          |
| Croix du XVIe siècle                                                                       | Grâces                                                |                                                                         | 48° 33′ 29″ nord, 3° 11′ 11″ ouest              | « PA00089172 »                                  | Inscription                                                        | 1926                                            | Croix du XVIe siècle                                                                       |
| Château de Kéranno                                                                         | Grâces                                                |                                                                         | 48° 32′ 19″ nord, 3° 11′ 09″ ouest              | « PA00089171 »                                  | Inscription                                                        | 1965                                            | Château de Kéranno                                                                         |
| Église Saint-Gervais et Saint-Protais de Guenroc                                           | Guenroc                                               |                                                                         | 48° 19′ 07″ nord, 2° 04′ 34″ ouest              | « PA22000072 »                                  | Inscrit                                                            | 2024                                            | Église Saint-Gervais et Saint-Protais de Guenroc                                           |
| Abbaye Sainte-Croix                                                                        | Guingamp                                              | Abbaye (rue de l') 36                                                   | 48° 33′ 09″ nord, 3° 09′ 23″ ouest              | « PA00089175 »                                  | Inscription                                                        | 1926                                            | Abbaye Sainte-Croix                                                                        |
| Ancienne prison                                                                            | Guingamp                                              | Auguste-Pavie (rue) 4                                                   | 48° 33′ 42″ nord, 3° 08′ 49″ ouest              | « PA00125338 »                                  | Classement                                                         | 1997                                            | Ancienne prison                                                                            |
| Fontaine de la Plomée                                                                      | Guingamp                                              | Centre (place du)                                                       | 48° 33′ 43″ nord, 3° 09′ 07″ ouest              | « PA00089180 »                                  | Classement                                                         | 1902                                            | Fontaine de la Plomée                                                                      |
| Maison du XVIe siècle                                                                      | Guingamp                                              | Centre (place du) 31 ; anciennement 33 ; Edouard Ollivro (rue) 31       | 48° 33′ 44″ nord, 3° 09′ 09″ ouest              | « PA00089182 »                                  | Classement                                                         | 1923                                            | Maison du XVIe siècle                                                                      |
| Maison                                                                                     | Guingamp                                              | Centre (place du) 42                                                    | 48° 33′ 46″ nord, 3° 09′ 09″ ouest              | « PA00089183 »                                  | Inscription                                                        | 1926                                            | Maison                                                                                     |
| Maison du XVIe siècle                                                                      | Guingamp                                              | Centre (place du) 48                                                    | 48° 33′ 46″ nord, 3° 09′ 10″ ouest              | « PA00089184 »                                  | Classement                                                         | 1943                                            | Maison du XVIe siècle                                                                      |
| Maison                                                                                     | Guingamp                                              | Centre (place du) 50                                                    | 48° 33′ 45″ nord, 3° 09′ 10″ ouest              | « PA00089185 »                                  | Inscription                                                        | 1967                                            | Maison                                                                                     |
| Ancien monastère des religieuses hospitalières, puis ancien hospice, actuel hôtel de ville | Guingamp                                              | Champ-au-Roy (place du) 1                                               | 48° 33′ 40″ nord, 3° 08′ 53″ ouest              | « PA00089181 »                                  | Classement                                                         | 1913                                            | Ancien monastère des religieuses hospitalières, puis ancien hospice, actuel hôtel de ville |
| Basilique Notre-Dame de Bon-Secours                                                        | Guingamp                                              | Notre Dame (rue) 10 à 24                                                | 48° 33′ 40″ nord, 3° 09′ 03″ ouest              | « PA00089179 »                                  | Classement                                                         | 1914                                            | Basilique Notre-Dame de Bon-Secours                                                        |
| Maison                                                                                     | Guingamp                                              | Notre-Dame (rue) 21                                                     | 48° 33′ 41″ nord, 3° 09′ 01″ ouest              | « PA00089188 »                                  | Inscription                                                        | 2021                                            | Image manquante Téléverser                                                                 |
| Maison du XVIe siècle                                                                      | Guingamp                                              | Notre-Dame (rue) 6 ; Jean-Lemoal (rue)                                  | 48° 33′ 41″ nord, 3° 09′ 04″ ouest              | « PA00089187 »                                  | Inscription                                                        | 1926                                            | Maison du XVIe siècle                                                                      |
| Maison du XVIIe siècle                                                                     | Guingamp                                              | Notre-Dame (rue) ; Centre (place du) 1 ; Edouard Ollivro (rue) 1        | 48° 33′ 41″ nord, 3° 09′ 05″ ouest              | « PA00089186 »                                  | Inscription                                                        | 1926                                            | Maison du XVIIe siècle                                                                     |
| Manoir de Roudourou                                                                        | Guingamp                                              | avenue du Manoir                                                        | 48° 34′ 02″ nord, 3° 09′ 45″ ouest              | « PA00089493 »                                  | Inscription                                                        | 1964                                            | Image manquante Téléverser                                                                 |
| Château des Salles                                                                         | Guingamp                                              | Salles (rue des) 33                                                     | 48° 33′ 30″ nord, 3° 09′ 23″ ouest              | « PA00089177 »                                  | Inscription                                                        | 1964                                            | Château des Salles                                                                         |
| Couvent des Ursulines                                                                      | Guingamp                                              | Trinité (rue de la) 9, 11, 13                                           | 48° 33′ 39″ nord, 3° 08′ 49″ ouest              | « PA00089178 »                                  | Inscription                                                        | 1925                                            | Couvent des Ursulines                                                                      |
| Restes du château de Pierre II                                                             | Guingamp                                              | château (place du) 2                                                    | 48° 33′ 36″ nord, 3° 09′ 01″ ouest              | « PA00089176 »                                  | Inscription                                                        | 1926                                            | Restes du château de Pierre II                                                             |
| Remparts de Guingamp                                                                       | Guingamp                                              |                                                                         | 48° 33′ 40″ nord, 3° 09′ 07″ ouest              | « PA00089189 »                                  | Inscription                                                        | 1943                                            | Remparts de Guingamp                                                                       |
| Menhir de La Pierre Longue                                                                 | Guitté                                                |                                                                         | 48° 17′ 41″ nord, 2° 04′ 03″ ouest              | « PA00089192 »                                  | Classement                                                         | 1967                                            | Menhir de La Pierre Longue                                                                 |
| Château de Couëllan                                                                        | Guitté                                                |                                                                         | 48° 16′ 56″ nord, 2° 08′ 47″ ouest              | « PA00089191 »                                  | Inscription                                                        | 1976                                            | Château de Couëllan                                                                        |
| Château de Beaumont                                                                        | Guitté                                                |                                                                         | 48° 18′ 06″ nord, 2° 05′ 28″ ouest              | « PA00089190 »                                  | Inscription                                                        | 1926                                            | Château de Beaumont                                                                        |
| Chapelle Saint-Fiacre                                                                      | Gurunhuel                                             | E 527 ; 1997 ZT 40                                                      | 48° 29′ 37″ nord, 3° 18′ 19″ ouest              | « PA00089193 »                                  | Inscription                                                        | 1964                                            | Chapelle Saint-Fiacre                                                                      |
| Église Notre-Dame                                                                          | Gurunhuel                                             |                                                                         | 48° 30′ 56″ nord, 3° 17′ 56″ ouest              | « PA00089194 »                                  | Inscription Classement                                             | 1926 1928                                       | Église Notre-Dame                                                                          |
| Croix                                                                                      | Le Haut-Corlay                                        | Quentin à Corlay (route de)                                             | 48° 20′ 06″ nord, 3° 01′ 10″ ouest              | « PA00089195 »                                  | Inscription                                                        | 1930                                            | Croix                                                                                      |
| Croix                                                                                      | Hémonstoir                                            | Grand-Téno (venelle du) ; Georges-Divenah (rue)                         | 48° 09′ 33″ nord, 2° 49′ 42″ ouest              | « PA00089197 »                                  | Inscription                                                        | 1926                                            | Croix                                                                                      |
| Croix                                                                                      | Hémonstoir                                            |                                                                         | 48° 09′ 32″ nord, 2° 49′ 44″ ouest              | « PA00089196 »                                  | Inscription                                                        | 1926                                            | Croix                                                                                      |
| Croix en granit du XVe siècle                                                              | Hénansal                                              |                                                                         | 48° 32′ 44″ nord, 2° 26′ 38″ ouest              | « PA00089198 »                                  | Inscription                                                        | 1964                                            | Croix en granit du XVe siècle                                                              |
| Calvaire                                                                                   | Hengoat                                               |                                                                         | 48° 44′ 19″ nord, 3° 12′ 02″ ouest              | « PA00089199 »                                  | Inscription                                                        | 1970                                            | Calvaire                                                                                   |
| Château des Granges                                                                        | Hénon                                                 | Granges (les)                                                           | 48° 21′ 48″ nord, 2° 38′ 14″ ouest              | « PA00089773 »                                  | Inscription                                                        | 1992                                            | Château des Granges                                                                        |
| Manoir du Colombier                                                                        | Hénon                                                 |                                                                         | 48° 24′ 01″ nord, 2° 40′ 40″ ouest              | « PA00089201 »                                  | Inscription                                                        | 1982 2020                                       | Manoir du Colombier                                                                        |
| Château de Catuelan                                                                        | Hénon                                                 |                                                                         | 48° 24′ 15″ nord, 2° 40′ 20″ ouest              | « PA00089200 »                                  | Inscription                                                        | 1964                                            | Château de Catuelan                                                                        |
| Croix Saint-Lambert                                                                        | L'Hermitage-Lorge                                     |                                                                         | 48° 20′ 54″ nord, 2° 50′ 35″ ouest              | « PA00089203 »                                  | Inscription                                                        | 1930                                            | Croix Saint-Lambert                                                                        |
| Château de Lorges                                                                          | L'Hermitage-Lorge                                     |                                                                         | 48° 20′ 19″ nord, 2° 49′ 39″ ouest              | « PA00089202 »                                  | Inscription                                                        | 1963                                            | Château de Lorges                                                                          |
| Église Saint-Jean-Baptiste                                                                 | Hillion                                               | Eglise (place de l')                                                    | 48° 30′ 50″ nord, 2° 40′ 08″ ouest              | « PA00089205 »                                  | Inscription                                                        | 1970                                            | Église Saint-Jean-Baptiste                                                                 |
| Château des Aubiers                                                                        | Hillion                                               |                                                                         | 48° 29′ 46″ nord, 2° 40′ 19″ ouest              | « PA22000026 »                                  | Inscription                                                        | 2007                                            | Image manquante Téléverser                                                                 |
| Croix de Bonabry                                                                           | Hillion                                               |                                                                         | 48° 30′ 57″ nord, 2° 39′ 22″ ouest              | « PA00089204 »                                  | Classement                                                         | 1951                                            | Croix de Bonabry                                                                           |
| Croix Saint-Michel                                                                         | Île-de-Bréhat                                         |                                                                         | 48° 50′ 49″ nord, 2° 59′ 55″ ouest              | « PA00089040 »                                  | Inscription                                                        | 1930                                            | Croix Saint-Michel                                                                         |
| Phare des Roches-Douvres                                                                   | Île-de-Bréhat                                         |                                                                         | 49° 06′ 18″ nord, 2° 48′ 50″ ouest              | « PA22000050 »                                  | Classement                                                         | 2017                                            | Phare des Roches-Douvres                                                                   |
| Croix du XVIIIe siècle                                                                     | Jugon-les-Lacs                                        | Saint-Etienne (rue)                                                     | 48° 24′ 37″ nord, 2° 19′ 17″ ouest              | « PA00089206 »                                  | Inscription                                                        | 1926                                            | Croix du XVIIIe siècle                                                                     |
| Hôtel Sevoy                                                                                | Jugon-les-Lacs                                        | 4 rue du Château                                                        | 48° 24′ 29″ nord, 2° 19′ 20″ ouest              | « PA00089208 »                                  | Inscription                                                        | 1975                                            | Hôtel Sevoy                                                                                |
| Église Notre-Dame                                                                          | Jugon-les-Lacs                                        |                                                                         | 48° 24′ 38″ nord, 2° 19′ 17″ ouest              | « PA00089207 »                                  | Inscription                                                        | 1926                                            | Église Notre-Dame                                                                          |
| Manoir de Kerhos                                                                           | Kerbors                                               |                                                                         | 48° 50′ 04″ nord, 3° 10′ 46″ ouest              | « PA00089210 »                                  | Inscription                                                        | 1983                                            | Manoir de Kerhos                                                                           |
| Allée couverte de Men-ar-Rumpet                                                            | Kerbors                                               |                                                                         | 48° 50′ 35″ nord, 3° 10′ 48″ ouest              | « PA00089209 »                                  | Classement                                                         | 1957                                            | Allée couverte de Men-ar-Rumpet                                                            |
| Église Notre-Dame                                                                          | Kerfot                                                | Mairie (place de la)                                                    | 48° 44′ 16″ nord, 3° 01′ 41″ ouest              | « PA00089211 »                                  | Inscription                                                        | 1925                                            | Église Notre-Dame                                                                          |
| Ancienne maison                                                                            | Kergrist-Moëlou                                       |                                                                         | 48° 18′ 36″ nord, 3° 19′ 03″ ouest              | « PA00089214 »                                  | Inscription                                                        | 2024                                            | Ancienne maison                                                                            |
| Église Notre-Dame et cimetière                                                             | Kergrist-Moëlou                                       |                                                                         | 48° 18′ 36″ nord, 3° 19′ 04″ ouest              | « PA00089213 »                                  | Classement                                                         | 1921                                            | Église Notre-Dame et cimetière                                                             |
| Chapelle Saint-Lubin                                                                       | Kergrist-Moëlou                                       | Saint-Lubin                                                             | 48° 16′ 20″ nord, 3° 19′ 01″ ouest              | « PA00089212 »                                  | Inscription                                                        | 1925                                            | Chapelle Saint-Lubin                                                                       |
| Calvaire de Kerligan                                                                       | Kerien                                                |                                                                         | 48° 24′ 55″ nord, 3° 14′ 08″ ouest              | « PA00089215 »                                  | Inscription                                                        | 1964                                            | Calvaire de Kerligan                                                                       |
| Église Saint-Pierre et ossuaire                                                            | Kerpert                                               |                                                                         | 48° 22′ 38″ nord, 3° 08′ 07″ ouest              | « PA00089217 »                                  | Classement                                                         | 1921                                            | Église Saint-Pierre et ossuaire                                                            |
| Abbaye Notre-Dame de Coatmalouen                                                           | Kerpert                                               |                                                                         | 48° 24′ 09″ nord, 3° 06′ 18″ ouest              | « PA00089216 »                                  | Inscription                                                        | 1964                                            | Abbaye Notre-Dame de Coatmalouen                                                           |
| Haras national de Lamballe                                                                 | Lamballe                                              | Boulevard du Haras                                                      | 48° 28′ 17″ nord, 2° 31′ 10″ ouest              | « PA22000048 »                                  | Inscription                                                        | 2015,                                           | Haras national de Lamballe                                                                 |
| Maison, 29 rue du docteur-Calmette                                                         | Lamballe                                              | 29 rue du docteur-Calmette                                              | 48° 28′ 13″ nord, 2° 30′ 55″ ouest              | « PA00089226 »                                  | Inscription                                                        | 1930                                            | Maison, 29 rue du docteur-Calmette                                                         |
| Maison, 33 rue du docteur-Calmette                                                         | Lamballe                                              | 33 rue du docteur-Calmette                                              | 48° 28′ 14″ nord, 2° 30′ 55″ ouest              | « PA00089227 »                                  | Inscription                                                        | 1930                                            | Maison, 33 rue du docteur-Calmette                                                         |
| Maison, 2 rue du docteur-Lavergne                                                          | Lamballe                                              | 2 rue du docteur-Lavergne                                               | 48° 28′ 03″ nord, 2° 31′ 06″ ouest              | « PA00089225 »                                  | Inscription                                                        | 1926                                            | Maison, 2 rue du docteur-Lavergne                                                          |
| Maison, 5 rue du Four                                                                      | Lamballe                                              | 5 rue du Four                                                           | 48° 28′ 11″ nord, 2° 30′ 55″ ouest              | « PA00089228 »                                  | Inscription                                                        | 1926                                            | Maison, 5 rue du Four                                                                      |
| Maison, 6 rue du Four                                                                      | Lamballe                                              | 6 rue du Four                                                           | 48° 28′ 10″ nord, 2° 30′ 56″ ouest              | « PA00089230 »                                  | Inscription                                                        | 1926                                            | Maison, 6 rue du Four                                                                      |
| Deux maisons, 7 rue du Four                                                                | Lamballe                                              | 7 rue du Four                                                           | 48° 28′ 11″ nord, 2° 30′ 55″ ouest              | « PA00089229 »                                  | Inscription                                                        | 1926                                            | Deux maisons, 7 rue du Four                                                                |
| Maison du Bourreau                                                                         | Lamballe                                              | place du Martray rue du Docteur-Calmette                                | 48° 28′ 10″ nord, 2° 30′ 56″ ouest              | « PA00089231 »                                  | Classement                                                         | 1909 1964                                       | Maison du Bourreau                                                                         |
| Collégiale Notre-Dame                                                                      | Lamballe                                              | rue Notre-Dame                                                          | 48° 28′ 16″ nord, 2° 30′ 45″ ouest              | « PA00089222 »                                  | Classement                                                         | 1848                                            | Collégiale Notre-Dame                                                                      |
| Deux maisons, 2-4 parvis Saint-Jean                                                        | Lamballe                                              | 2-4 parvis Saint-Jean                                                   | 48° 28′ 07″ nord, 2° 31′ 00″ ouest              | « PA00089232 »                                  | Inscription                                                        | 1964                                            | Deux maisons, 2-4 parvis Saint-Jean                                                        |
| Deux maisons, 6-8 rue Saint-Jean                                                           | Lamballe                                              | 6-8 parvis Saint-Jean                                                   | 48° 28′ 07″ nord, 2° 31′ 02″ ouest              | « PA00089233 »                                  | Inscription                                                        | 1964                                            | Deux maisons, 6-8 rue Saint-Jean                                                           |
| Menhir de Guihalon                                                                         | Lamballe                                              |                                                                         | 48° 28′ 36″ nord, 2° 25′ 32″ ouest              | « PA00089235 »                                  | Classement                                                         | 1965                                            | Menhir de Guihalon                                                                         |
| Moulin à vent de Saint-Lazare                                                              | Lamballe                                              |                                                                         | 48° 27′ 50″ nord, 2° 31′ 27″ ouest              | « PA00089234 »                                  | Inscription                                                        | 1977                                            | Moulin à vent de Saint-Lazare                                                              |
| Église Saint-Martin                                                                        | Lamballe                                              |                                                                         | 48° 28′ 24″ nord, 2° 31′ 07″ ouest              | « PA00089224 »                                  | Classement                                                         | 1907                                            | Église Saint-Martin                                                                        |
| Église Saint-Jean                                                                          | Lamballe                                              |                                                                         | 48° 28′ 06″ nord, 2° 31′ 00″ ouest              | « PA00089223 »                                  | Inscription                                                        | 1925                                            | Église Saint-Jean                                                                          |
| Croix de Maroué                                                                            | Lamballe                                              | Maroué                                                                  | 48° 26′ 23″ nord, 2° 32′ 27″ ouest              | « PA00089221 »                                  | Inscription                                                        | 1964                                            | Croix de Maroué                                                                            |
| Croix de La Poterie                                                                        | Lamballe                                              | La Poterie                                                              | 48° 28′ 33″ nord, 2° 28′ 19″ ouest              | « PA00089220 »                                  | Inscription                                                        | 1964                                            | Croix de La Poterie                                                                        |
| Château de la Moglais                                                                      | Lamballe                                              |                                                                         | 48° 28′ 12″ nord, 2° 29′ 05″ ouest              | « PA00089219 »                                  | Inscription                                                        | 2011                                            | Château de la Moglais                                                                      |
| Allée couverte du Chêne-Hut                                                                | Lamballe                                              |                                                                         | 48° 29′ 22″ nord, 2° 27′ 45″ ouest              | « PA00089218 »                                  | Classement                                                         | 1963                                            | Allée couverte du Chêne-Hut                                                                |
| Moulin à vent                                                                              | Lancieux                                              |                                                                         | 48° 35′ 59″ nord, 2° 08′ 59″ ouest              | « PA00089237 »                                  | Inscription                                                        | 1975                                            | Moulin à vent                                                                              |
| Vieille église                                                                             | Lancieux                                              | Rue du Vieux Clocher                                                    | 48° 36′ 34″ nord, 2° 09′ 01″ ouest              | « PA00089236 »                                  | Inscription                                                        | 1925                                            | Vieille église                                                                             |
| Menhir de Menou-Glas                                                                       | Landebaëron                                           |                                                                         | 48° 38′ 15″ nord, 3° 12′ 15″ ouest              | « PA00089240 »                                  | Inscription                                                        | 1969                                            | Menhir de Menou-Glas                                                                       |
| Église Saint-Maudez                                                                        | Landebaëron                                           |                                                                         | 48° 38′ 08″ nord, 3° 12′ 37″ ouest              | « PA00089239 »                                  | Inscription                                                        | 1926                                            | Église Saint-Maudez                                                                        |
| Allée couverte de Ros-Vras                                                                 | Landebaëron                                           | Kerlogan                                                                | 48° 38′ 24″ nord, 3° 12′ 16″ ouest              | « PA00089238 »                                  | Classement                                                         | 1956                                            | Image manquante Téléverser                                                                 |
| Croix de Saint-Hubert                                                                      | Landébia                                              | C.D. 16                                                                 | 48° 31′ 06″ nord, 2° 20′ 03″ ouest              | « PA00089242 »                                  | Inscription                                                        | 1964                                            | Croix de Saint-Hubert                                                                      |
| Croix                                                                                      | Landébia                                              |                                                                         | 48° 30′ 50″ nord, 2° 20′ 13″ ouest              | « PA00089243 »                                  | Inscription                                                        | 1964                                            | Croix                                                                                      |
| Calvaire dit Croix Dom Jan                                                                 | Landébia                                              |                                                                         | 48° 30′ 57″ nord, 2° 20′ 35″ ouest              | « PA00089241 »                                  | Classement                                                         | 1938                                            | Calvaire dit Croix Dom Jan                                                                 |
| Église Saint-Gal                                                                           | Langast                                               |                                                                         | 48° 16′ 49″ nord, 2° 39′ 45″ ouest              | « PA00089245 »                                  | Classement                                                         | 1981                                            | Église Saint-Gal                                                                           |
| Chapelle Saint-Jean                                                                        | Langast                                               |                                                                         | 48° 16′ 57″ nord, 2° 39′ 45″ ouest              | « PA00089244 »                                  | Classement                                                         | 1913                                            | Chapelle Saint-Jean                                                                        |
| Manoir de Trevennou                                                                        | Langoat                                               |                                                                         | 48° 44′ 25″ nord, 3° 20′ 08″ ouest              | « PA00089247 »                                  | Inscription                                                        | 1970                                            | Image manquante Téléverser                                                                 |
| Vestiges du camp antique du Castel Dû                                                      | Langoat                                               |                                                                         | 48° 44′ 37″ nord, 3° 16′ 10″ ouest              | « PA00089246 »                                  | Classement                                                         | 1957                                            | Vestiges du camp antique du Castel Dû                                                      |
| Chapelle Sainte-Eutrope                                                                    | Langourla                                             |                                                                         | 48° 17′ 06″ nord, 2° 24′ 51″ ouest              | « PA00089248 »                                  | Classement                                                         | 1965                                            | Chapelle Sainte-Eutrope                                                                    |
| Château de Beauchêne                                                                       | Langrolay-sur-Rance                                   |                                                                         | 48° 33′ 19″ nord, 2° 00′ 17″ ouest              | « PA22000010 »                                  | Inscription                                                        | 2000                                            | Château de Beauchêne                                                                       |
| Thermes d’une ancienne villa gallo-romaine                                                 | Langrolay-sur-Rance                                   | place des Thermes                                                       | 48° 33′ 11″ nord, 2° 00′ 15″ ouest              | « PA22000073 »                                  | Inscrit                                                            | 2024                                            | Image manquante Téléverser                                                                 |
| Chapelle Saint-Léon de l'École Saint-Ilan                                                  | Langueux                                              |                                                                         | 48° 30′ 26″ nord, 2° 42′ 22″ ouest              | « PA22000069 »                                  | Inscrit                                                            | 2023                                            | Image manquante Téléverser                                                                 |
| Abbaye de Beaulieu                                                                         | Languédias                                            |                                                                         | 48° 23′ 34″ nord, 2° 12′ 38″ ouest              | « PA00089249 »                                  | Inscription                                                        | 1927                                            | Image manquante Téléverser                                                                 |
| Trois allées couvertes                                                                     | Laniscat                                              |                                                                         | 48° 13′ 14″ nord, 3° 07′ 46″ ouest              | « PA00089250 »                                  | Classement                                                         | 1958                                            | Trois allées couvertes                                                                     |
| Calvaire de la chapelle de Rosquelfen                                                      | Laniscat                                              |                                                                         | 48° 13′ 34″ nord, 3° 09′ 44″ ouest              | « PA22000039 »                                  | Inscription                                                        | 2014,                                           | Calvaire de la chapelle de Rosquelfen                                                      |
| Croix de Rosquelfen                                                                        | Laniscat                                              |                                                                         | 48° 13′ 34″ nord, 3° 09′ 44″ ouest              | « PA00089251 »                                  | Inscription                                                        | 1964                                            | Croix de Rosquelfen                                                                        |
| Chapelle de Rosquelfen                                                                     | Laniscat                                              |                                                                         | 48° 13′ 35″ nord, 3° 09′ 43″ ouest              | « PA22000040 »                                  | Inscription                                                        | 2014,                                           | Chapelle de Rosquelfen                                                                     |
| Église Saint-Gildas                                                                        | Laniscat                                              | Place de l'Église                                                       | 48° 14′ 31″ nord, 3° 07′ 23″ ouest              | « PA00089252 »                                  | Inscription Classement                                             | 1925 1921                                       | Église Saint-Gildas                                                                        |
| Loge Michel                                                                                | Laniscat                                              |                                                                         | 48° 14′ 12″ nord, 3° 07′ 15″ ouest              | « PA22000041 »                                  | Inscription                                                        | 2014,                                           | Loge Michel                                                                                |
| Ruines de la rotonde dite Temple de Lanleff                                                | Lanleff                                               |                                                                         | 48° 41′ 42″ nord, 3° 02′ 45″ ouest              | « PA00089253 »                                  | Classement                                                         | 1889                                            | Ruines de la rotonde dite Temple de Lanleff                                                |
| Manoir de la Noë Verte                                                                     | Lanloup                                               |                                                                         | 48° 42′ 24″ nord, 2° 58′ 44″ ouest              | « PA00089255 »                                  | Inscription                                                        | 2009                                            | Manoir de la Noë Verte                                                                     |
| Église Saint-Loup et calvaire                                                              | Lanloup                                               |                                                                         | 48° 42′ 51″ nord, 2° 57′ 51″ ouest              | « PA00089254 »                                  | Classement                                                         | 1910                                            | Église Saint-Loup et calvaire                                                              |
| Chapelle Saint-Jérôme de la Salle                                                          | Lanmérin                                              |                                                                         | 48° 44′ 14″ nord, 3° 22′ 02″ ouest              | « PA00089256 »                                  | Classement                                                         | 1930                                            | Chapelle Saint-Jérôme de la Salle                                                          |
| Allée couverte de l'île Coalen                                                             | Lanmodez                                              |                                                                         | 48° 50′ 51″ nord, 3° 04′ 52″ ouest              | « PA00089257 »                                  | Classement                                                         | 1975                                            | Allée couverte de l'île Coalen                                                             |
| Chapelle Notre-Dame de Liscorno                                                            | Lannebert                                             |                                                                         | 48° 38′ 54″ nord, 3° 01′ 06″ ouest              | « PA00089258 »                                  | Inscription                                                        | 1963                                            | Chapelle Notre-Dame de Liscorno                                                            |
|                                                                                            | Lannion                                               | Voir Liste des monuments historiques de Lannion                         | Voir Liste des monuments historiques de Lannion | Voir Liste des monuments historiques de Lannion | Voir Liste des monuments historiques de Lannion                    | Voir Liste des monuments historiques de Lannion | Voir Liste des monuments historiques de Lannion                                            |
| Croix du XVIIIe siècle                                                                     | Lanrivain                                             | Trémargat (route de)                                                    | 48° 20′ 40″ nord, 3° 13′ 50″ ouest              | « PA00089292 »                                  | Inscription                                                        | 1927                                            | Croix du XVIIIe siècle                                                                     |
| Manoir de Gollodic                                                                         | Lanrivain                                             |                                                                         | 48° 22′ 26″ nord, 3° 11′ 16″ ouest              | « PA00089294 »                                  | Inscription                                                        | 1972                                            | Manoir de Gollodic                                                                         |
| Église Saint-Grégoire                                                                      | Lanrivain                                             |                                                                         | 48° 20′ 47″ nord, 3° 12′ 46″ ouest              | « PA00089293 »                                  | Classement                                                         | 1931                                            | Église Saint-Grégoire                                                                      |
| Chapelle Saint-Antoine                                                                     | Lanrivain                                             |                                                                         | 48° 20′ 37″ nord, 3° 14′ 36″ ouest              | « PA00089291 »                                  | Classement                                                         | 1932                                            | Chapelle Saint-Antoine                                                                     |
| Chapelle de Lannégant                                                                      | Lanrivain                                             |                                                                         | 48° 22′ 16″ nord, 3° 11′ 34″ ouest              | « PA00089290 »                                  | Classement                                                         | 1955                                            | Chapelle de Lannégant                                                                      |
| Calvaire et ossuaire                                                                       | Lanrivain                                             |                                                                         | 48° 20′ 47″ nord, 3° 12′ 47″ ouest              | « PA00089289 »                                  | Classement                                                         | 1907                                            | Calvaire et ossuaire                                                                       |
| Ruines du château de Perrien                                                               | Lanrodec                                              |                                                                         | 48° 28′ 56″ nord, 3° 01′ 28″ ouest              | « PA00089295 »                                  | Inscription                                                        | 1928                                            | Ruines du château de Perrien                                                               |
| Église Notre-Dame-de-la-Cour et croix de calvaire                                          | Lantic                                                |                                                                         | 48° 35′ 54″ nord, 2° 53′ 51″ ouest              | « PA00089296 »                                  | Classement                                                         | 1907                                            | Église Notre-Dame-de-la-Cour et croix de calvaire                                          |
| Croix du cimetière de Tressaint                                                            | Lanvallay                                             |                                                                         | 48° 25′ 50″ nord, 2° 01′ 28″ ouest              | « PA00089297 »                                  | Inscription                                                        | 1927                                            | Croix du cimetière de Tressaint                                                            |
| Ossuaire                                                                                   | Lanvellec                                             |                                                                         | 48° 37′ 09″ nord, 3° 32′ 17″ ouest              | « PA00089301 »                                  | Classement                                                         | 1924                                            | Ossuaire                                                                                   |
| Château de Rosanbo                                                                         | Lanvellec                                             |                                                                         | 48° 37′ 32″ nord, 3° 33′ 10″ ouest              | « PA00089300 »                                  | Inscription                                                        | 1930                                            | Château de Rosanbo                                                                         |
| Chapelle Saint-Maudez                                                                      | Lanvellec                                             |                                                                         | 48° 37′ 21″ nord, 3° 32′ 19″ ouest              | « PA00089299 »                                  | Inscription                                                        | 1964                                            | Chapelle Saint-Maudez                                                                      |
| Chapelle Notre-Dame-de-Pitié                                                               | Lanvellec                                             |                                                                         | 48° 35′ 15″ nord, 3° 30′ 12″ ouest              | « PA00089298 »                                  | Inscription                                                        | 2019                                            | Chapelle Notre-Dame-de-Pitié                                                               |
| Calvaire du Saint-Esprit                                                                   | Léhon                                                 | Saint-Esprit (avenue du)                                                | 48° 26′ 43″ nord, 2° 03′ 36″ ouest              | « PA00089302 »                                  | Classement                                                         | 1907                                            | Calvaire du Saint-Esprit                                                                   |
| Château de Léhon                                                                           | Léhon                                                 |                                                                         | 48° 26′ 29″ nord, 2° 02′ 26″ ouest              | « PA22000021 »                                  | Inscription                                                        | 2004                                            | Château de Léhon                                                                           |
| Abbaye Saint-Magloire                                                                      | Léhon                                                 |                                                                         | 48° 25′ 28″ nord, 2° 04′ 21″ ouest              | « PA00089303 »                                  | Classement                                                         | 1875                                            | Abbaye Saint-Magloire                                                                      |
| Domaine de Beaumanoir                                                                      | Le Leslay (également sur la commune de Cohiniac)      |                                                                         | 48° 26′ 01″ nord, 2° 57′ 45″ ouest              | « PA00089304 »                                  | Inscription                                                        | 1990                                            | Image manquante Téléverser                                                                 |
| Église Saint-Jean-Baptiste                                                                 | Lézardrieux                                           | Eglise (place de l')                                                    | 48° 47′ 11″ nord, 3° 06′ 17″ ouest              | « PA00089305 »                                  | Inscription                                                        | 1948                                            | Église Saint-Jean-Baptiste                                                                 |
| Église Saint-Envel                                                                         | Loc-Envel                                             | Eglise (place de l')                                                    | 48° 31′ 00″ nord, 3° 24′ 27″ ouest              | « PA00089307 »                                  | Classement                                                         | 1911                                            | Église Saint-Envel                                                                         |
| Manoir de Lanvic                                                                           | Loc-Envel                                             |                                                                         | 48° 30′ 39″ nord, 3° 25′ 08″ ouest              | « PA00089308 »                                  | Inscription                                                        | 1967                                            | Image manquante Téléverser                                                                 |
| Église Saint-Hernin et cimetière                                                           | Locarn                                                |                                                                         | 48° 19′ 08″ nord, 3° 25′ 22″ ouest              | « PA00089306 »                                  | Inscription                                                        | 1926                                            | Église Saint-Hernin et cimetière                                                           |
| Manoir de Kéroué                                                                           | Loguivy-Plougras                                      |                                                                         | 48° 31′ 13″ nord, 3° 31′ 32″ ouest              | « PA00089312 »                                  | Classement                                                         | 1993                                            | Manoir de Kéroué                                                                           |
| Église Saint-Émilion                                                                       | Loguivy-Plougras                                      |                                                                         | 48° 31′ 17″ nord, 3° 29′ 14″ ouest              | « PA00089311 »                                  | Classement                                                         | 1912                                            | Église Saint-Émilion                                                                       |
| Chapelle Notre-Dame du Dresnay                                                             | Loguivy-Plougras                                      |                                                                         | 48° 30′ 10″ nord, 3° 26′ 50″ ouest              | « PA00089310 »                                  | Inscription                                                        | 1955                                            | Chapelle Notre-Dame du Dresnay                                                             |
| Église Saint-Judoce                                                                        | Lohuec                                                |                                                                         | 48° 27′ 33″ nord, 3° 31′ 19″ ouest              | « PA00089314 »                                  | Inscription                                                        | 1926                                            | Église Saint-Judoce                                                                        |
| Allée couverte de Kernescop                                                                | Lohuec                                                |                                                                         | 48° 27′ 20″ nord, 3° 32′ 08″ ouest              | « PA00089313 »                                  | Classement                                                         | 1964                                            | Allée couverte de Kernescop                                                                |
| Manoir de Barac'h                                                                          | Louannec                                              |                                                                         | 48° 46′ 47″ nord, 3° 25′ 11″ ouest              | « PA00089316 »                                  | Inscription                                                        | 1930                                            | Manoir de Barac'h                                                                          |
| Manoir du Cosquer                                                                          | Louannec                                              |                                                                         | 48° 46′ 07″ nord, 3° 24′ 09″ ouest              | « PA00089315 »                                  | Inscription                                                        | 1964                                            | Image manquante Téléverser                                                                 |
| Tumulus dit An Dossen                                                                      | Louargat                                              |                                                                         | 48° 32′ 38″ nord, 3° 18′ 54″ ouest              | « PA00089317 »                                  | Classement                                                         | 1946                                            | Tumulus dit An Dossen                                                                      |
| Église Saint-Pierre                                                                        | Maël-Carhaix                                          | Poste (rue de la)                                                       | 48° 17′ 02″ nord, 3° 25′ 25″ ouest              | « PA00089318 »                                  | Inscription                                                        | 1927                                            | Église Saint-Pierre                                                                        |
| Stèle protohistorique de Maël-Pestivien                                                    | Maël-Pestivien                                        |                                                                         | 48° 22′ 35″ nord, 3° 17′ 20″ ouest              | « PA00089320 »                                  | Inscription                                                        | 1964                                            | Image manquante Téléverser                                                                 |
| Dolmen de Roc'h Du                                                                         | Maël-Pestivien                                        | Kerrolland                                                              | 48° 22′ 35″ nord, 3° 17′ 20″ ouest              | « PA00089319 PA00089321 »                       | Classement                                                         | 1969                                            | Dolmen de Roc'h Du                                                                         |
| Église Saint-Gildas                                                                        | Magoar                                                |                                                                         | 48° 23′ 50″ nord, 3° 11′ 17″ ouest              | « PA00089322 »                                  | Classement                                                         | 1929                                            | Église Saint-Gildas                                                                        |
| Manoir de la Vigne                                                                         | Matignon                                              |                                                                         | 48° 36′ 53″ nord, 2° 18′ 01″ ouest              | « PA00089324 »                                  | Inscription                                                        | 1976                                            | Manoir de la Vigne                                                                         |
| Manoir de la Chesnaye-Taniot                                                               | Matignon                                              |                                                                         | 48° 36′ 11″ nord, 2° 17′ 37″ ouest              | « PA00089323 »                                  | Inscription                                                        | 1964                                            | Manoir de la Chesnaye-Taniot                                                               |
| Ossuaire                                                                                   | Mégrit                                                |                                                                         | 48° 22′ 28″ nord, 2° 14′ 58″ ouest              | « PA00089325 »                                  | Inscription                                                        | 1927                                            | Ossuaire                                                                                   |
| Château de Trégarantec                                                                     | Mellionnec                                            |                                                                         | 48° 10′ 31″ nord, 3° 20′ 02″ ouest              | « PA22000003 »                                  | Inscription                                                        | 1997                                            | Château de Trégarantec                                                                     |
| Chapelle Notre-Dame de la Pitié                                                            | Mellionnec                                            |                                                                         | 48° 11′ 37″ nord, 3° 15′ 42″ ouest              | « PA00089326 »                                  | Inscription                                                        | 1973                                            | Chapelle Notre-Dame de la Pitié                                                            |
| Manoir du Vieux Bourg (ou maison dite le château de Merdrignac)                            | Merdrignac                                            |                                                                         | 48° 11′ 29″ nord, 2° 23′ 42″ ouest              | « PA00089762 »                                  | Inscription                                                        | 1990                                            | Manoir du Vieux Bourg (ou maison dite le château de Merdrignac)                            |
| Chapelle Saint-Jacques de Saint-Léon                                                       | Merléac                                               |                                                                         | 48° 15′ 49″ nord, 2° 54′ 25″ ouest              | « PA00089327 »                                  | Classement                                                         | 1908                                            | Chapelle Saint-Jacques de Saint-Léon                                                       |
| Manoir du Traou                                                                            | Le Merzer                                             |                                                                         | 48° 34′ 28″ nord, 3° 04′ 04″ ouest              | « PA00089329 »                                  | Inscription                                                        | 1926                                            | Manoir du Traou                                                                            |
| Chapelle Saint-Yves et son placître                                                        | Le Merzer                                             |                                                                         | 48° 35′ 34″ nord, 3° 04′ 03″ ouest              | « PA00089328 »                                  | Inscription                                                        | 1965                                            | Chapelle Saint-Yves et son placître                                                        |
| Château de Cargouët                                                                        | Meslin                                                |                                                                         | 48° 27′ 06″ nord, 2° 35′ 43″ ouest              | « PA00089776 »                                  | Inscription                                                        | 1992                                            | Image manquante Téléverser                                                                 |
| Site mégalithique de la Lande du Gras                                                      | Meslin                                                |                                                                         | 48° 26′ 14″ nord, 2° 35′ 09″ ouest              | « PA00089330 »                                  | Inscription Classement                                             | 1996 1962                                       | Site mégalithique de la Lande du Gras                                                      |
| Manoir de Mézaubran                                                                        | Minihy-Tréguier                                       |                                                                         | 48° 45′ 44″ nord, 3° 14′ 25″ ouest              | « PA00089333 »                                  | Inscription                                                        | 1926                                            | Image manquante Téléverser                                                                 |
| Église Saint-Yves                                                                          | Minihy-Tréguier                                       |                                                                         | 48° 46′ 30″ nord, 3° 13′ 44″ ouest              | « PA00089332 »                                  | Classement                                                         | 1923                                            | Église Saint-Yves                                                                          |
| Aqueduc sur le Guindy                                                                      | Minihy-Tréguier                                       | lieu-dit Créven sur Plouguiel et lieu-dit Le Guindy sur Minihy-Tréguier | 48° 47′ 09″ nord, 3° 15′ 08″ ouest              | « PA00089331 »                                  | Inscription                                                        | 1931                                            | Aqueduc sur le Guindy                                                                      |
| Ancien hôtel de Kerjégu                                                                    | Moncontour                                            | Bel-Orient (rue de) 1                                                   | 48° 21′ 41″ nord, 2° 37′ 53″ ouest              | « PA00089336 »                                  | Inscription                                                        | 1926                                            | Ancien hôtel de Kerjégu                                                                    |
| Ancien hôtel Veillet-Dufrêche                                                              | Moncontour                                            | Bourg-Neuf (rue du) ; Veillet-Dufrêche (rue) 12                         | 48° 21′ 25″ nord, 2° 38′ 04″ ouest              | « PA00089337 »                                  | Inscription                                                        | 1969                                            | Ancien hôtel Veillet-Dufrêche                                                              |
| Presbytère                                                                                 | Moncontour                                            | Dames (rue des) 6                                                       | 48° 21′ 42″ nord, 2° 37′ 55″ ouest              | « PA00089341 »                                  | Inscription                                                        | 1926                                            | Presbytère                                                                                 |
| Maisons                                                                                    | Moncontour                                            | Docteur-Sagory (rue du) ; Champ-à-Lavoir (rue du) ; Verdier (venelle)   | 48° 21′ 39″ nord, 2° 37′ 57″ ouest              | « PA00089338 »                                  | Inscription                                                        | 1964                                            | Maisons                                                                                    |
| Église Saint-Mathurin                                                                      | Moncontour                                            | Penthièvre (place)                                                      | 48° 21′ 41″ nord, 2° 37′ 59″ ouest              | « PA00089334 »                                  | Classement                                                         | 1889                                            | Église Saint-Mathurin                                                                      |
| Hôtel de Clézieux                                                                          | Moncontour                                            | Penthièvre (place) 2                                                    | 48° 21′ 41″ nord, 2° 38′ 00″ ouest              | « PA00089335 »                                  | Inscription                                                        | 1969                                            | Hôtel de Clézieux                                                                          |
| Maison à fronton                                                                           | Moncontour                                            | Temple (rue du)                                                         | 48° 21′ 42″ nord, 2° 37′ 59″ ouest              | « PA00089339 »                                  | Inscription                                                        | 1972                                            | Maison à fronton                                                                           |
| Tour Mognet                                                                                | Moncontour                                            |                                                                         | 48° 21′ 40″ nord, 2° 38′ 04″ ouest              | « PA00089342 »                                  | Inscription                                                        | 1926                                            | Tour Mognet                                                                                |
| Porte du Faubourg Saint-Jean                                                               | Moncontour                                            |                                                                         | 48° 21′ 39″ nord, 2° 37′ 56″ ouest              | « PA00089340 »                                  | Inscription                                                        | 1926                                            | Porte du Faubourg Saint-Jean                                                               |
| Église Saint-Gobrien                                                                       | Morieux                                               | 8 mai 1945 (place du)                                                   | 48° 31′ 21″ nord, 2° 36′ 34″ ouest              | « PA00089758 »                                  | Inscription Classement                                             | 1989 1995                                       | Église Saint-Gobrien                                                                       |
| Calvaire de Kerantré                                                                       | Le Moustoir                                           | Rostrenen (route de) ; Maël-Carhaix (route de)                          | 48° 15′ 55″ nord, 3° 30′ 07″ ouest              | « PA00089346 »                                  | Inscription                                                        | 1927                                            | Calvaire de Kerantré                                                                       |
| Tunnel de Kervoaguel                                                                       | Le Moustoir (également sur commune de Paule)          |                                                                         | 48° 16′ 00″ nord, 3° 28′ 09″ ouest              | « PA22000019 »                                  | Inscription                                                        | 2005                                            | Tunnel de Kervoaguel                                                                       |
| Église Saint-Juvénal                                                                       | Le Moustoir                                           |                                                                         | 48° 16′ 00″ nord, 3° 30′ 19″ ouest              | « PA00089347 »                                  | Inscription                                                        | 1926                                            | Église Saint-Juvénal                                                                       |
| Croix                                                                                      | Moustéru                                              | C.D. 54 ; V.C. 5                                                        | 48° 32′ 06″ nord, 3° 15′ 06″ ouest              | « PA00089344 »                                  | Inscription                                                        | 1926                                            | Croix                                                                                      |
| Église Notre-Dame                                                                          | Moustéru                                              |                                                                         | 48° 31′ 02″ nord, 3° 14′ 20″ ouest              | « PA00089345 »                                  | Inscription                                                        | 1925                                            | Église Notre-Dame                                                                          |
| Ferme de Lisquily                                                                          | Mûr-de-Bretagne                                       |                                                                         | 48° 10′ 48″ nord, 2° 59′ 10″ ouest              | « PA00089350 »                                  | Classement                                                         | 1990                                            | Ferme de Lisquily                                                                          |
| Chapelle Sainte-Suzanne                                                                    | Mûr-de-Bretagne                                       |                                                                         | 48° 12′ 09″ nord, 2° 59′ 23″ ouest              | « PA00089349 »                                  | Classement                                                         | 1952                                            | Chapelle Sainte-Suzanne                                                                    |
| Allée couverte de Coët Correc                                                              | Mûr-de-Bretagne                                       | proche du Dolmen de Corn-er-Houët à Caurel                              | 48° 13′ 21″ nord, 3° 01′ 08″ ouest              | « PA00089348 »                                  | Classement                                                         | 1956                                            | Allée couverte de Coët Correc                                                              |
| Château des Portes                                                                         | Noyal                                                 |                                                                         | 48° 26′ 47″ nord, 2° 27′ 09″ ouest              | « PA22000036 »                                  | inscription                                                        | 2012                                            | Château des Portes                                                                         |

## Anciens monuments historiques
| Monument              | Commune   | Adresse | Coordonnées                        | Notice         | Protection     | Date      | Illustration          |
| --------------------- | --------- | ------- | ---------------------------------- | -------------- | -------------- | --------- | --------------------- |
| Croix du XVIIe siècle | Lannebert |         | 48° 39′ 30″ nord, 3° 00′ 31″ ouest | « PA00089259 » | Inscrit Radié, | 1925 2015 | Croix du XVIIe siècle |